# Birgit Platzer
Birgit Platzer (Kirchdorf an der Krems, 14 ottobre 1992) è una slittinista austriaca.

## Biografia
Pratica lo slittino dall'età di 4 anni.
Ha gareggiato nella disciplina su pista naturale dal 2000 al 2006, anno in cui passa all'artificiale competendo per la nazionale austriaca nelle varie categorie giovanili nella specialità del singolo e cogliendo, quale miglior risultato, una medaglia di bronzo ai campionati mondiali juniores di Lake Placid 2008 nella gara a squadre.

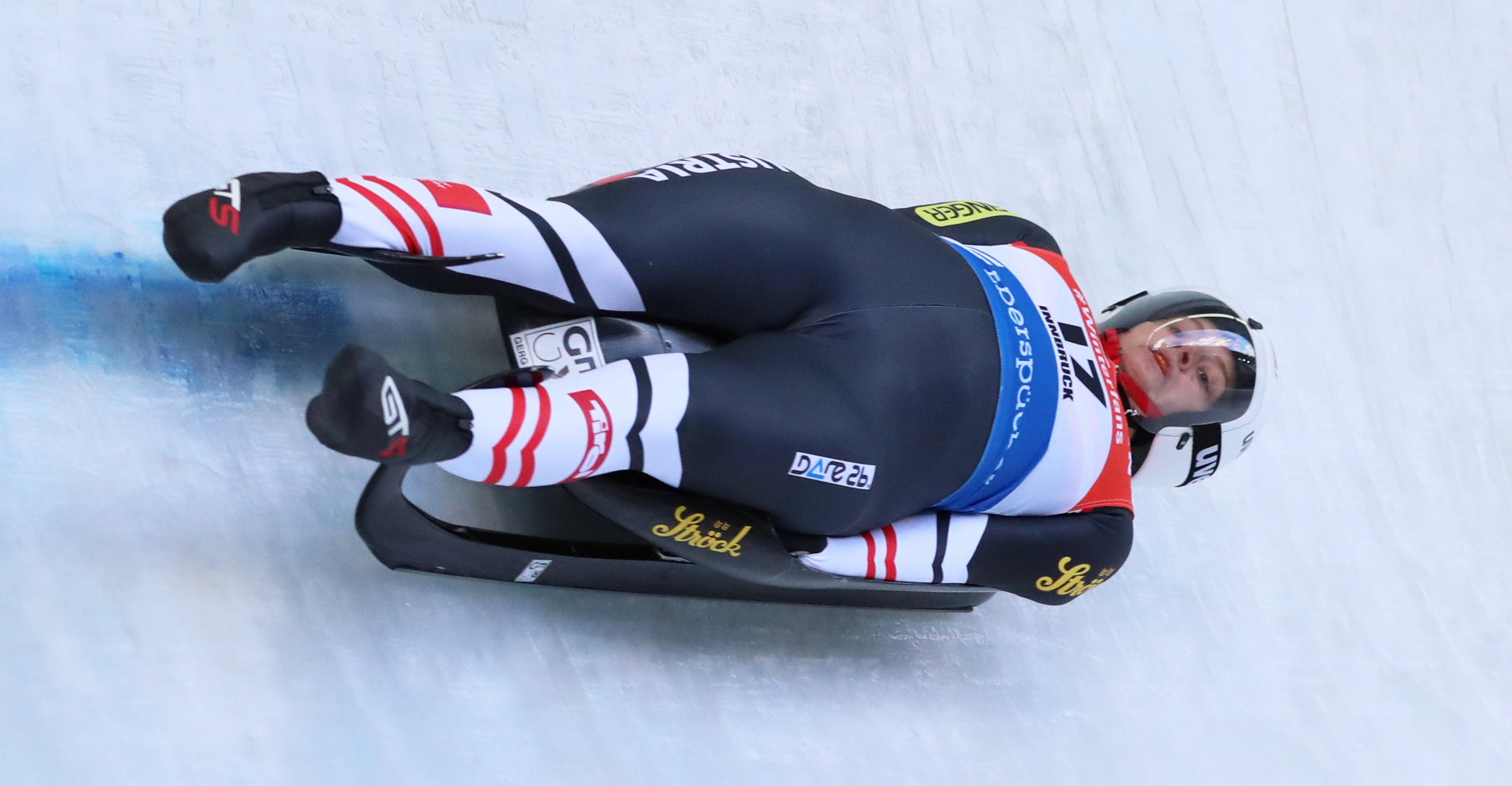
La Platzer in gara a Innsbruck nel 2018

A livello assoluto ha esordito in Coppa del Mondo nella stagione 2008/09, ha conquistato il primo podio il 25 gennaio 2015 nella prova a squadre a Winterberg (2ª) e il primo nel singolo il 26 novembre 2016 sempre a Winterberg (ancora seconda). In classifica generale, come miglior piazzamento, è giunta all'undicesimo posto nella specialità del singolo nel 2014/15.
Ha preso parte a due edizioni dei Giochi olimpici invernali: a Soči 2014 ha raggiunto la ventitreesima posizione nella prova individuale e a Pyeongchang 2018 non è riuscita a portare a termine la prova nel singolo.
Ha preso parte altresì a tre edizioni dei campionati mondiali, conseguendo il suo più importante piazzamento (il sedicesimo posto) sia ad Altenberg 2012 che a Schönau am Königssee 2016, edizione nella quale ha ottenuto anche il sesto posto nella prova a squadre. Nelle rassegne continentali ha colto la settima piazza a Schönau am Königssee 2017 nella gara monoposto.

## Palmarès

### Mondiali juniores
- 1 medaglia:
  - 1 bronzo (gara a squadre a Lake Placid 2008).

### Coppa del Mondo
- Miglior piazzamento in classifica generale nel singolo: 11ª nel 2014/15.
- 6 podi (1 nel singolo sprint, 5 nelle gare a squadre):
  - 3 secondi posti (1 nel singolo sprint, 2 nelle gare a squadre);
  - 3 terzi posti (nelle gare a squadre).